# Molophilus bidigitifer
Molophilus bidigitifer là một loài ruồi trong họ Limoniidae. Chúng phân bố ở miền Cổ bắc.